# Евергет (царь дерронов)
Евергет — царь фракийского племени дерронов, известный только по монетам.
О царе фракийского племени дерронов Евергете известно лишь из обнаруженного нумизматического материала, датируемого концом VI — началом V веков до н. э. На аверсе монет в средней части изображён человек с кнутом на двуколке, которую везут два быка, внизу — бутон розы, вверху — коринфский шлем. На реверсе — трискелий, между ног которого трёхлучевые звёзды. Как отметила Т. Д. Златковская, монеты Евергета по весу и размеру, по типу и деталям изображения совпадают с монетами дерронов. Также примечательно, что их обнаруживают в одних кладах. По замечанию советской исследовательницы, и те и другие вводились в обращение в одно время — очевидно, что не было разницы, от имени племени или правителя их выпускать. Эта особенность ранней чеканки у южных фракийцев является уникальной в истории. Видимо, в этот переходный период развития общества власть народа не противопоставлялась власти царя, мало отличавшегося от племенного вождя. Аналогично, возможно, распределялись и иные функции управления.